# Henegouw
De Henegouw was een Frankische gouw in het zuiden van het graafschap Henegouwen, dat later een veel groter gebied omvatte, met inbegrip van het zuidelijke stuk van de Brabantgouw.
De Henegouw werd genoemd naar de rivier de Hene, een zijrivier van de Schelde, die de grens vormde tussen de Brabantgouw en de Henegouw, in het Latijn Pagus Hanoniensis (tot in de 9e eeuw ook pagus Famars genoemd).
De Henegouw werd in 957 gesplitst in het Graafschap Bergen en de Mark Valencijn.